# Baarzandepolders
De Baarzandepolders vormen een complex van polders ten zuiden van de Zeeuws-Vlaamse plaats Breskens, vernoemd naar het Baarzand, een zandplaat die ooit ten zuiden van het Breskenszand lag, en daarvan gescheiden was door de Baar, een voormalige zeegeul die ook bekendstaat als de IJve.
Tot dit complex behoren een groot aantal kleinere polders, die na de inundatie van 1583 onder water kwamen te staan en vanaf 1610 werden herdijkt. Ook worden tot dit complex de polders gerekend die gewonnen werden in het Nieuwerhavense Gat, een zeegeul die eveneens ontstond ten gevolge van de inundatie en diep het binnenland binnendrong.
De volgende polders worden tot dit complex gerekend:
- Zuidwesthoekpolder
- Noordwesthoekpolder
- Buizenpolder
- Zuidoosthoekpolder
- Heerenpolder
- Steenenpolder
- Gistelarepolder
- Golepolder
- Schallegallepolder
- Roode polder
- Parasijspolder
- Versepolder
- Zuidkerkepolder
- Elisabethpolder
- Klein-Baarzandepolder
- Voisepolder
- Jong-Baarzandepolder
- Nieuwerhavenpolder
- Magdalenapolder
- Snouck Hurgronjepolder
- Cranepolder